# Castell de Dénia
El castell de Dénia sobremira la mar des d'un tossal enmig de la ciutat. A les seues faldes hi ha la vila vella i més avall, el port. Fou construït per l'àrabs sobre anteriors edificacions. És propietat municipal des de 1952. Ha estat rehabilitat; actualment és visitable i s'ha consolidat com el monument més popular i un dels símbols de la ciutat. Alberga el Museu Arqueològic, important testimoni de la història local. A més a més, a l'agost s'hi fa una sèrie de concerts anomenat Música al Castell.

## Història
El castell de Dénia és un dels elements que defineix la topografia històrica del nucli urbà. En els seus vessants s'han descobert restes d'habitatges i fortificacions de la Dianium romana.
El seu disseny es remunta a època islàmica, entre els segles xi i xii. Des de llavors, diferents reformes es reflecteixen en la seua arquitectura. Destaquen les d'època almohade, la construcció de la torre Roja i la torre del Consell al segle xv, els baluards i altres sistemes defensius d'estil renaixentista, així com la reedificació del palau del Governador, als segles xvi i xvii, sota els auspicis del duc de Lerma, marqués de Dénia.
La destrucció del palau i de la vila vella durant la Guerra de Successió i l'abandonament de la plaça militar l'any 1859 defineixen els darrers segles.

## Elements d'interés

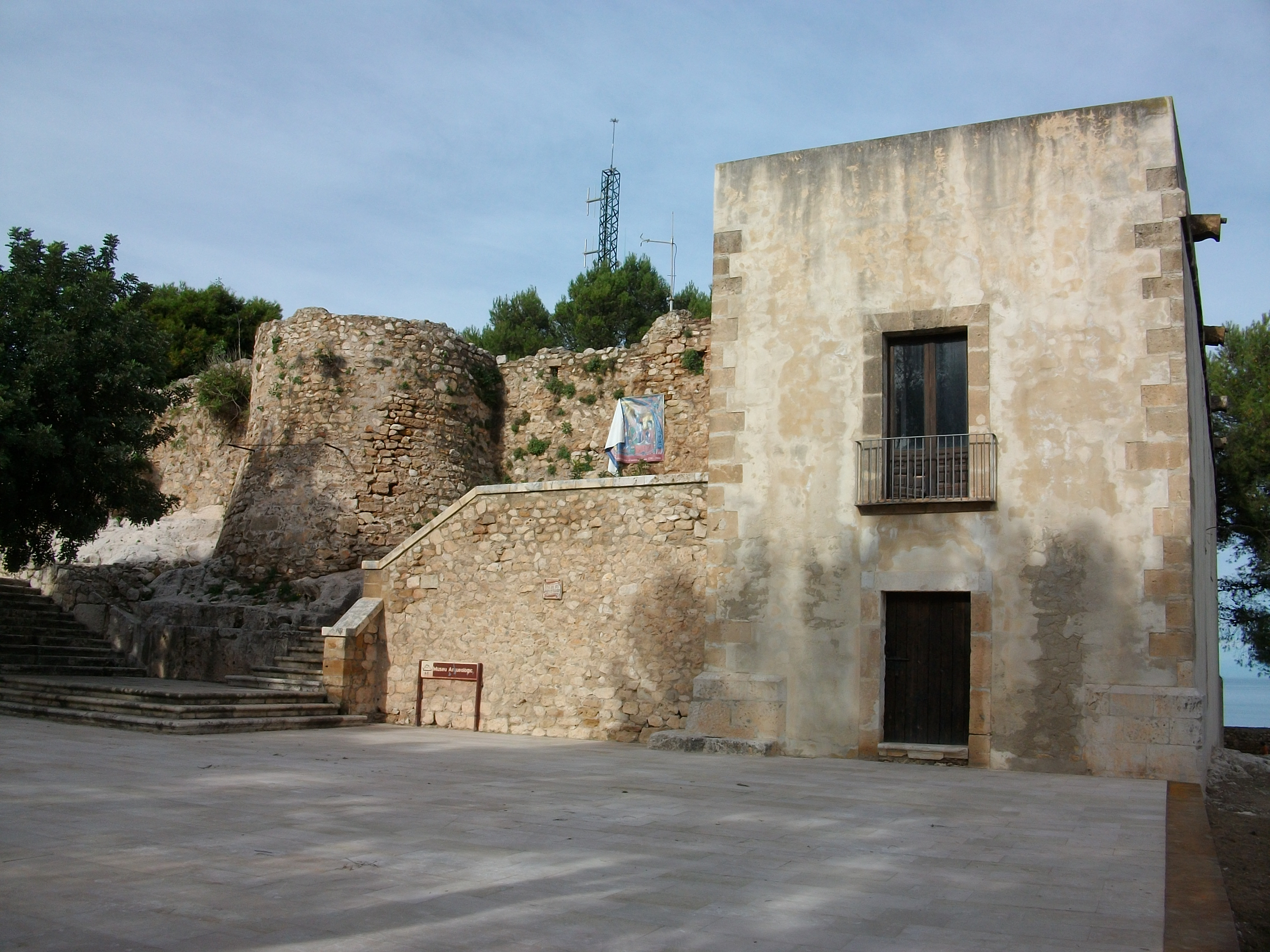
Palau del Governador

L'origen àrab del castell es complementa amb una gran quantitat d'estils posteriors i antics vestigis romans. Es tracta d'una gran fortalesa que disposa de diversos recintes i elements defensius. Destaquen:
- A banda i banda del portal d'accés: torre Roja (s. XV) i torre del Cos de guàrdia (s. XII, remodelada al segle xvi i XVII).
- El portal de la Vila (porta d'accés al castell), d'estil almohade (segle xii), amb remodelacions posteriors. A l'exterior trobem arcs apuntats d'estil almohade i a l'interior trobem un arc de volta de canó, del qual es conserva part de l'original.
- Torre del Consell: data del segle xv. Era el lloc on es reunia el Consell de la ciutat.
- Torre del Mig: joia de l'arquitectura del segle xii.
- Palau del Governador: situat en la part alta de l'antiga alcassaba, anteriorment va servir de palau residencial del marquès de Dénia. Actualment conté el Museu arqueològic de la ciutat.
- Aljub (s. XV), que servia per a emmagatzemar aigua.
- El camí Empedrat, era l'únic accés pel qual es podia arribar amb rodes; es considerava el carrer principal. El seu paviment empedrat correspon al segle xiv.
- El quarter dels Infants, amb funció de magatzem o habitatge d'una tropa defensiva permanent.
- El portal del Baluard, amb 3 arcs d'èpoques diferents i la torre del Baulard, bastió de gran importància estratègica, ja que controlava el camí d'accés al recinte del palau (s. XVIII).
- La Punta del Diamant, bastió defensiu, rep el nom per la forma de la torre.